# Imperata parodii
Imperata parodii là một loài thực vật có hoa trong họ Hòa thảo. Loài này được Acev.-Rodr. mô tả khoa học đầu tiên năm 1968.